# Johann Albrecht Drost
Johann Albrecht Drost (* 7. März 1816 in Jever; † 20. Dezember 1884 in Oldenburg (Oldenburg)) war ein deutscher Richter und Parlamentarier.

## Leben
Johann Albrecht Drost studierte Rechtswissenschaften an der Ruprecht-Karls-Universität Heidelberg. 1835 wurde er Mitglied des Corps Guestphalia Heidelberg. Nach dem Studium trat der in den oldenburgischen Justizdienst ein, war Accessist in Jever und wurde Landgerichtsassessor in Ovelgönne. Später war er am dortigen Amtsgericht Amtsrichter und Justizrat. Von 1865 bis zu seiner Pensionierung 1879 war er Mitglied des Staatsgerichtshofes in Oldenburg.
Von 1848 bis 1851 gehörte Drost dem Oldenburgischen Landtag an. Seine Jugenderinnerung verfasste er auf Plattdeutsch.

## Schriften
- Ut mine Jungenstid. Van A. D. Oldenburg, 1881